# Charlotte Purdue

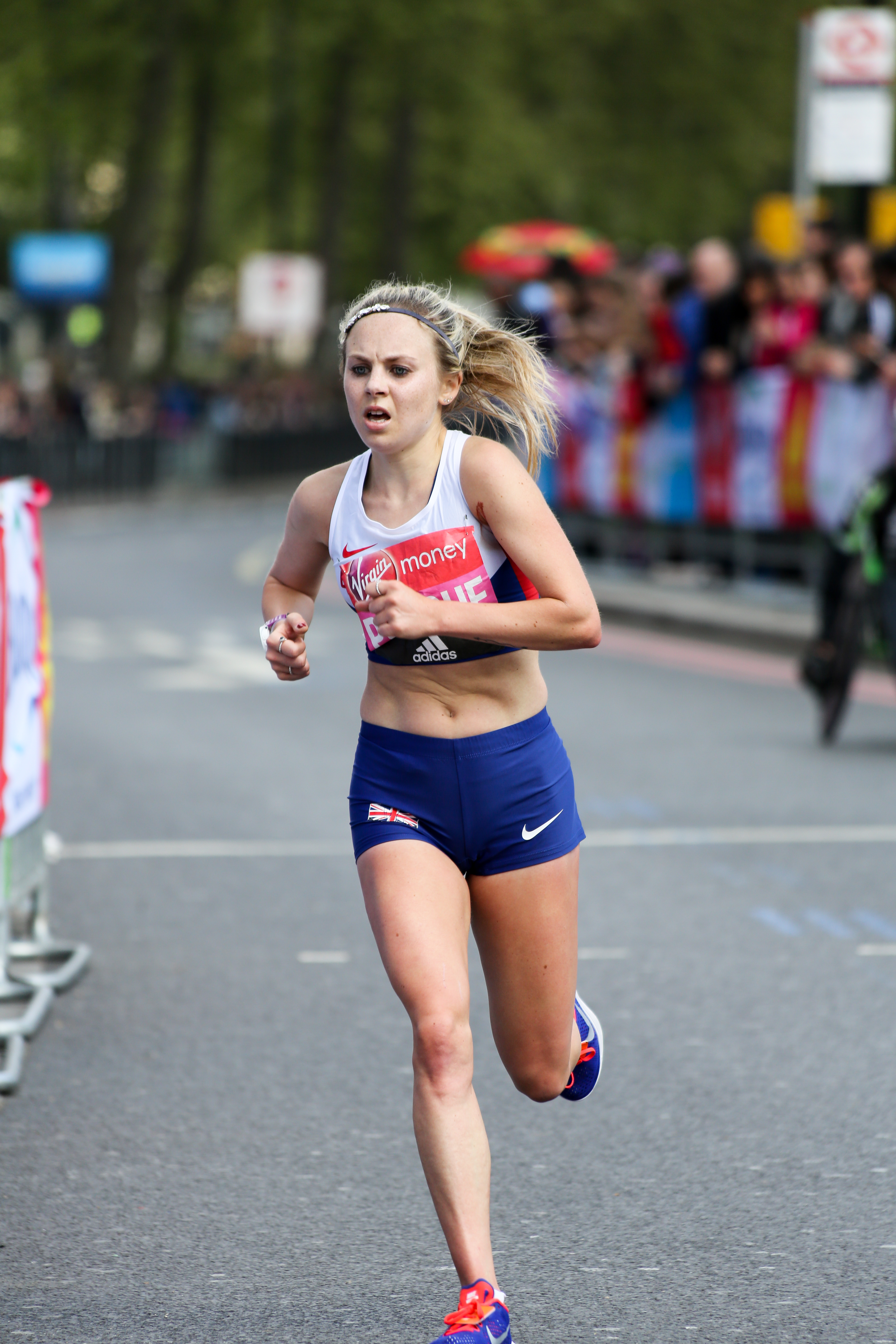
Charlotte Purdue 2017 beim London-Marathon

Charlotte Purdue (* 10. Juni 1991 in Windsor) ist eine britische Langstreckenläuferin.

## Leben
Purdue wurde im Alter von elf Jahren bei einem regionalen Crosslauf vom Trainer Mick Woods entdeckt und schloss sich daraufhin dem Aldershot Athletics Club an. Im Jugendbereich feierte sie zunächst zahlreiche Erfolge auf nationaler Ebene. Bereits mit 15 Jahren nahm sie an den Crosslauf-Weltmeisterschaften 2007 in Mombasa teil und belegte im Juniorinnenrennen als beste Europäerin den 15. Platz. Im selben Jahr wurde sie bei den Leichtathletik-Junioreneuropameisterschaften in Hengelo Zehnte im 5000-Meter-Lauf und bei den Crosslauf-Europameisterschaften in Toro Dritte in der Altersklasse U20.
Auch 2008 bewies Purdue ihre Fähigkeiten im Crosslauf. In der Juniorinnenklasse erreichte sie bei den Crosslauf-WM in Edinburgh den 16. Platz und gewann bei den Europameisterschaften in Brüssel die Silbermedaille. Im folgenden Jahr wurde sie bei den Crosslauf-WM in Amman Vierzehnte. Bei den Leichtathletik-Junioreneuropameisterschaften in Novi Sad sicherte sie sich über 5000 m den zweiten Platz. Außerdem gewann sie die englischen Meisterschaften im 10-Kilometer-Straßenlauf.
Nach einer langwierigen Knieverletzung, die sie sich Ende 2009 zugezogen hatte, kehrte Purdue im Sommer 2010 wieder in den Wettkampfbetrieb zurück und wurde englische Meisterin über 5000 m. Bei den Commonwealth Games in Neu-Delhi absolvierte sie mit 19 Jahren ihre ersten großen internationalen Meisterschaften im Erwachsenenbereich. Dort belegte sie über 10.000 m den vierten und über 5000 m den sechsten Platz. Bei den Crosslauf-Europameisterschaften in Albufeira startete sie wiederum im Juniorinnenrennen und sicherte sie überlegen die Goldmedaille.
Bei den Crosslauf-Weltmeisterschaften 2011 in Punta Umbria belegte Purdue als beste Europäerin den 14. Platz. Im folgenden Monat gewann sie den Great Ireland Run, und im Herbst wurde sie Vierte beim Great South Run.
2012 wurde sie Zweite beim Great Ireland Run.

## Persönliche Bestleistungen
- 1500 m: 4:19,13 min, 28. Juni 2009, Bedford
- 3000 m: 9:10,34 min, 8. September 2010, Watford
- 5000 m: 15:23,4 min, 28. August 2010, Cardiff
- 10.000 m: 32:03,55 min, 29. April 2012, Palo Alto
- 10-km-Straßenlauf: 32:10 min, 15. April 2012, Dublin
- Halbmarathon: 1:08:23 min, 2. Februar 2020, Marugame
- Marathon: 2:22:17 h, 24. September 2023, Berlin